# Pierre-Yves Touzot
 (août 2014).
Si vous disposez d'ouvrages ou d'articles de référence ou si vous connaissez des sites web de qualité traitant du thème abordé ici, merci de compléter l'article en donnant les références utiles à sa vérifiabilité et en les liant à la section « Notes et références ».
Pierre-Yves Touzot est un réalisateur et écrivain français d’origine canadienne né le 15 novembre 1967  à Sherbrooke.
Après des études à l’Institut des hautes études économiques et commerciales de Paris, il travaille quelques années dans la production et la distribution avant de passer à la réalisation, puis plus récemment à l'écriture de romans.

## Biographie
À la fin des années 2000, Pierre-Yves Touzot réalise deux documentaires consacrés aux arts de rue, Dans la Rue et Sur la Route, en collaboration avec la compagnie l'Acte Théâtral de Vincent Martin, puis, en 2003, Saltimbanques, un moyen métrage consacré aux artistes de rue.
En 2009, il se consacre à la série télévisée en réalisant plusieurs cessions de la série Jeunesse de France Télévision Nos années pension, suivi en 2013 par des épisodes de la série Dos au mur pour Chérie 25 et NRJ 12.
Entre 1999 et 2003, il réalise l’émission de télévision de Michel Boujut Film ETC, un 26 minutes mensuel produit par TPS Cinéma et diffusé sur Cinétoile. En 2004, il réalise une saison de l’émission Movie Star pour TPS Star.
Entre 2007 et 2011, il est le monsieur Making Of de Canal+, ce qui l'amènera à réaliser en 2009 le making of de 52 minutes de la série Pigalle la Nuit de Hervé Hadmar et Marc Herpoux. Puis, en 2014, celui du film De toutes nos forces de Nils Tavernier.
En 2011, il travaille à la mise en scène du second one man show de Jarry, Atypique, ainsi qu'au premier spectacle de mentalisme d'Eric Gouss, Vous êtes magique ! 
En 2015, il se lance dans la réalisation de Couple(s), son premier long-métrage, comédie cynique sur le couple.
En 2019, Pierre-Yves Touzot s'engage dans un tour du monde en solitaire de six mois d'est en ouest. Il en revient avec un manuscrit d'écrivain voyageur, Un dernier petit tour (avant la fin) du monde, et un film, 11h38 AM.
Pierre-Yves Touzot est également l’auteur de plusieurs romans consacrés au rapport entre l'homme et la nature,. Terre Lointaine, Comme un Albatros, Oldforest et Presque Libre. En 2012 sort Mon Dernier Concert, roman cette fois-ci consacré à la musique.
Entre 2011 et 2019, il enseigne la réalisation et le scénario chez Creapole et à l'ISA.
Depuis 2021, il écrit des chroniques pour le magazine Happinez sur l’écoanxiété, ainsi que dans le magazine Chemin.

## Filmographie
- 1994 Départementale 968, court-métrage
- 1995 967 et les Anges, court-métrage
- 1996 Tu m'excuseras Mignonne, court-métrage
- 1999 La Boite, court-métrage
- 2000 Dans la rue, documentaire 52 min
- 2001 Sur la route, doc 52 min
- 2001 Petit week-end entre Amis, court-métrage
- 2004 Saltimbanques, moyen-métrage
- 2009 Au cœur de (la série) Pigalle, making of
- 2009 Nos années pension, série, saison 4
- 2010 Astromaniak, série
- 2012 Les Franglaises, série
- 2013 Dos au mur (série télévisée), saison 1
- 2014 Révélation Making of 26' du film De toutes nos forces
- 2014 La liberté en prime, doc 44 min (en coréalisation Nils Tavernier)
- 2017 Elles ont toutes une histoire, doc 52 min (coréalisation Nils Tavernier)
- 2017 Couple(s), long-métrage
- 2017 Last Remains, court-métrage
- 2017 Overnight Rebirth, court-métrage
- 2018 Handicapable, Doc 26'
- 2020 11H38 AM, Doc 66'

## Clip
- 2009 300 Millions, Yor Pfeiffer / KL Prod
- 2011 J'aime le pierre et roule, les Franglaises / Tistics
- 2012 Poker, Yor Pfeiffer / KL Prod
- 2015 Légalisons l'intelligence, Yor Pfeiffer / Matins du Monde
- 2015 Anjo Vingador, Archibald / Archibald
- 2017 Je ne suis pas un Hardeur, Yor Pfeiffer / Matins du Monde
- 2023 Protège-moi, Yor Pfeiffer
- 2023 Il est des moments dans ta vie, Yor Pfeiffer
- 2023 Autorise toi, Camille Mandineau
- 2023 Tu laisseras couler tes larmes, Yor Pfeiffer
- 2023 Marionnette, Yor Pfeiffer
- 2024 No love for me, Yor Pfeiffer
- 2024 Dans un bar le soir, Yor Pfeiffer

## Montage
- 2015 Patries, long métrage de Cheyenne Carron
- 2016 La chute des Hommes, long métrage de Cheyenne Carron
- 2016 Et si on faisait un bébé, documentaire de 90 min de Nils Tavernier
- 2017 Jeunesse aux cœurs ardents, long métrage de Cheyenne Carron
- 2018 Sur mes Pas, documentaire 52' de Madeleine Autet

## Mise en scène
- 2011 Atypique, one man show de et avec Jarry
- 2012 Vous êtes magiques !, spectacle de mentalisme d'Eric Gouss

## Publications
- 2008 Terre lointaine[1], Nantes, France, Éditions Amalthée, 2008, 264 p.  (ISBN 978-2-35027-855-1)
- 2012 Comme un albatros, La Rochelle, France, La Découvrance Éditions, 2012, 180 p.  (ISBN 978-2-84265-719-2)
- 2015 Terre lointaine, seconde édition, Toulouse, France, Éditions du Caillou, 308 p.  (ISBN 978-2-35027-855-1)
- 2021 Comme un albatros, Toulouse, France, Éditions du Caillou, 185 p.  (ISBN 978-2-491155-05-6)
- 2022 Presque Libre, Éditions de la Trace, 223 p.  (ISBN 979-1-097515-58-4)
- 2023 Mon Dernier Concert, Éditions de la Trace, 285 p.  (ISBN 979-1-097515-81-2)
- 2024 Autour du monde, autoédition, 299 p.  (ISBN 979-1-042643-61-4)
- 2025 Oldforest, Éditions de la Trace, 285 p.  (ISBN 978-2-487261-21-1)